# Färgargården

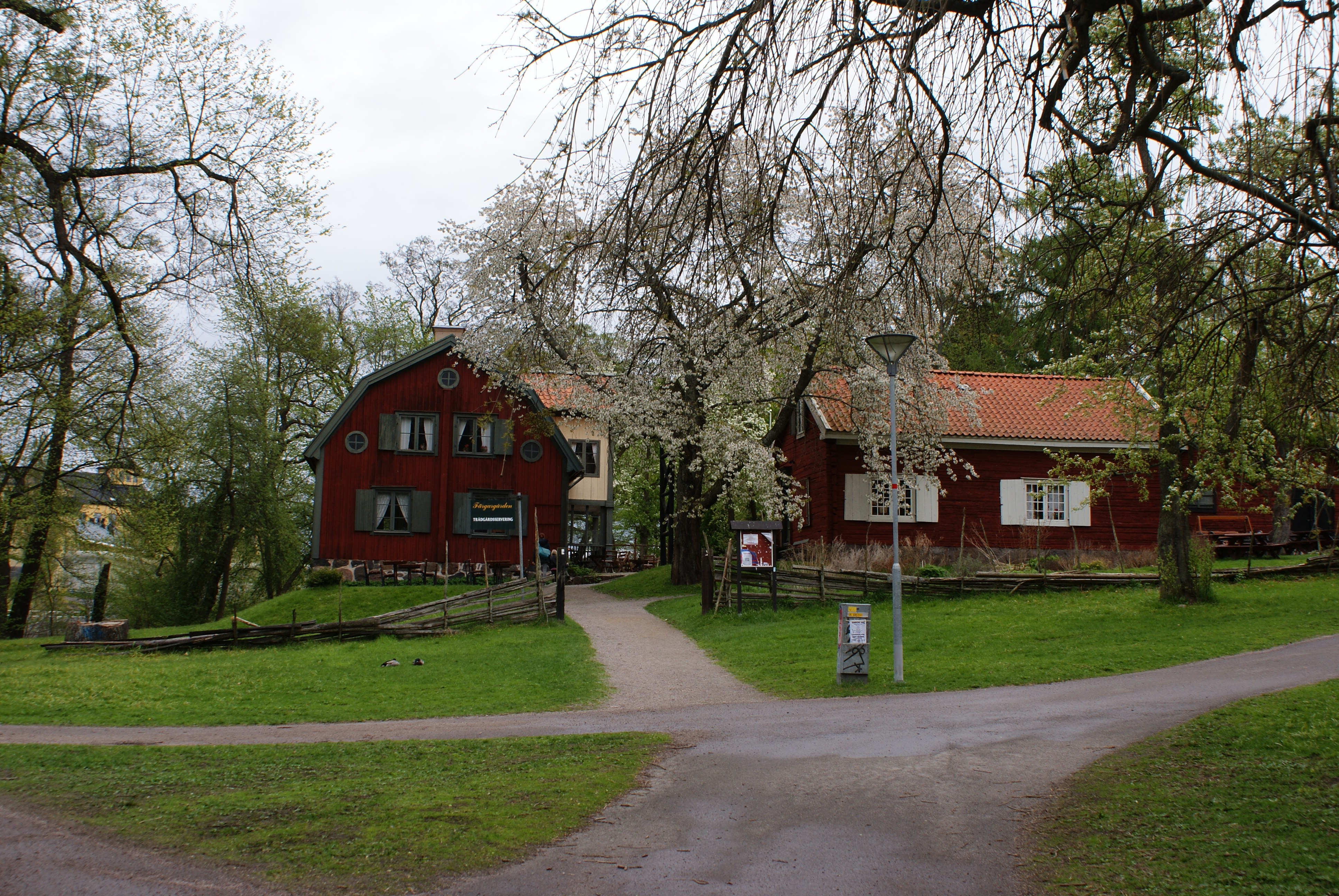
Färgargården

Färgargården är ett museum i Norrköping beläget vid Motala ström i Åbackarna. Museet, som är en del av Norrköpings stadsmuseum, visar hur en färgarmästare bodde, levde och verkade vid mitten av 1800-talet. I gården finns ett kafé som natten till den 16 maj 2013 brann ned, men som är återuppbyggt.

## Fotogalleri

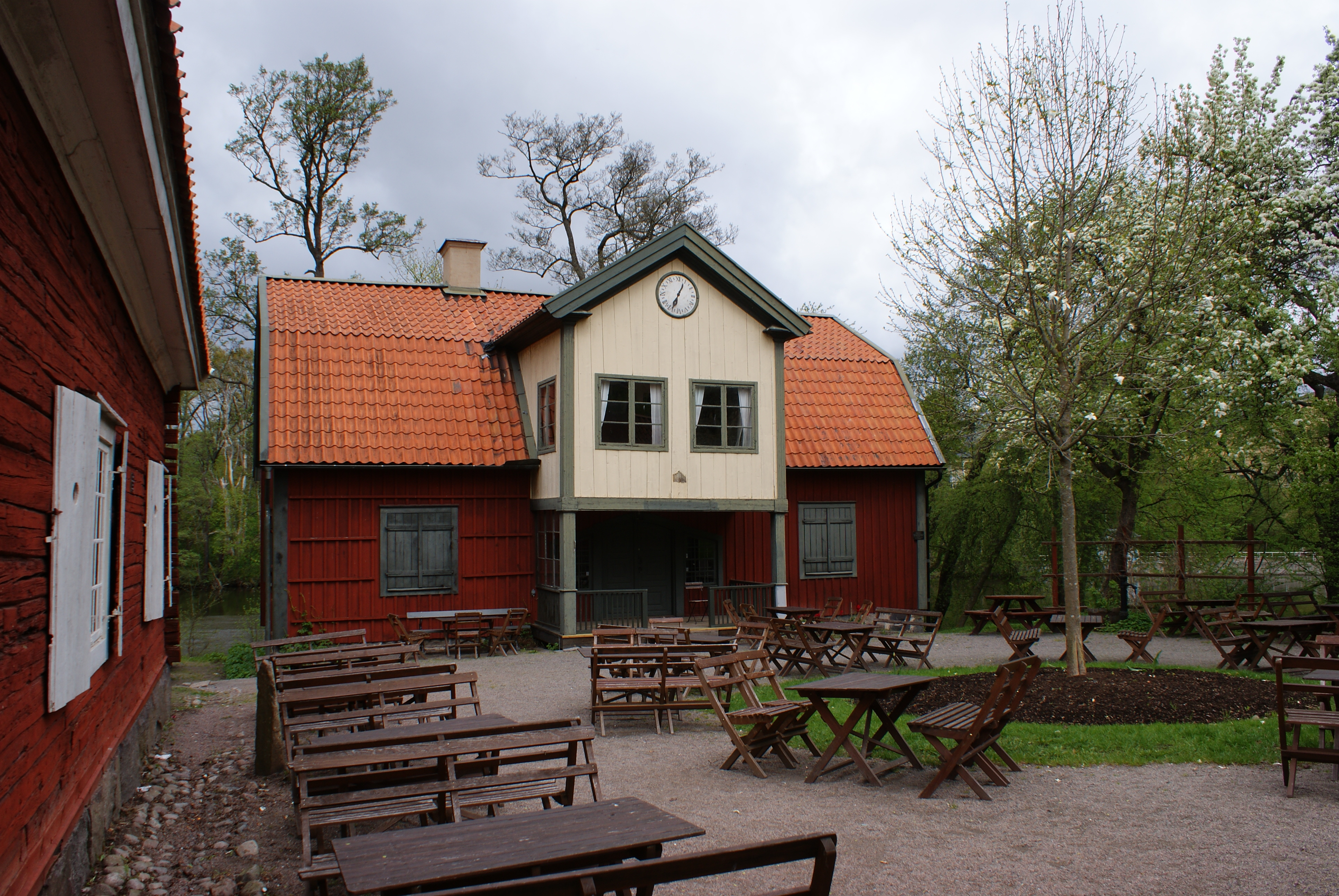
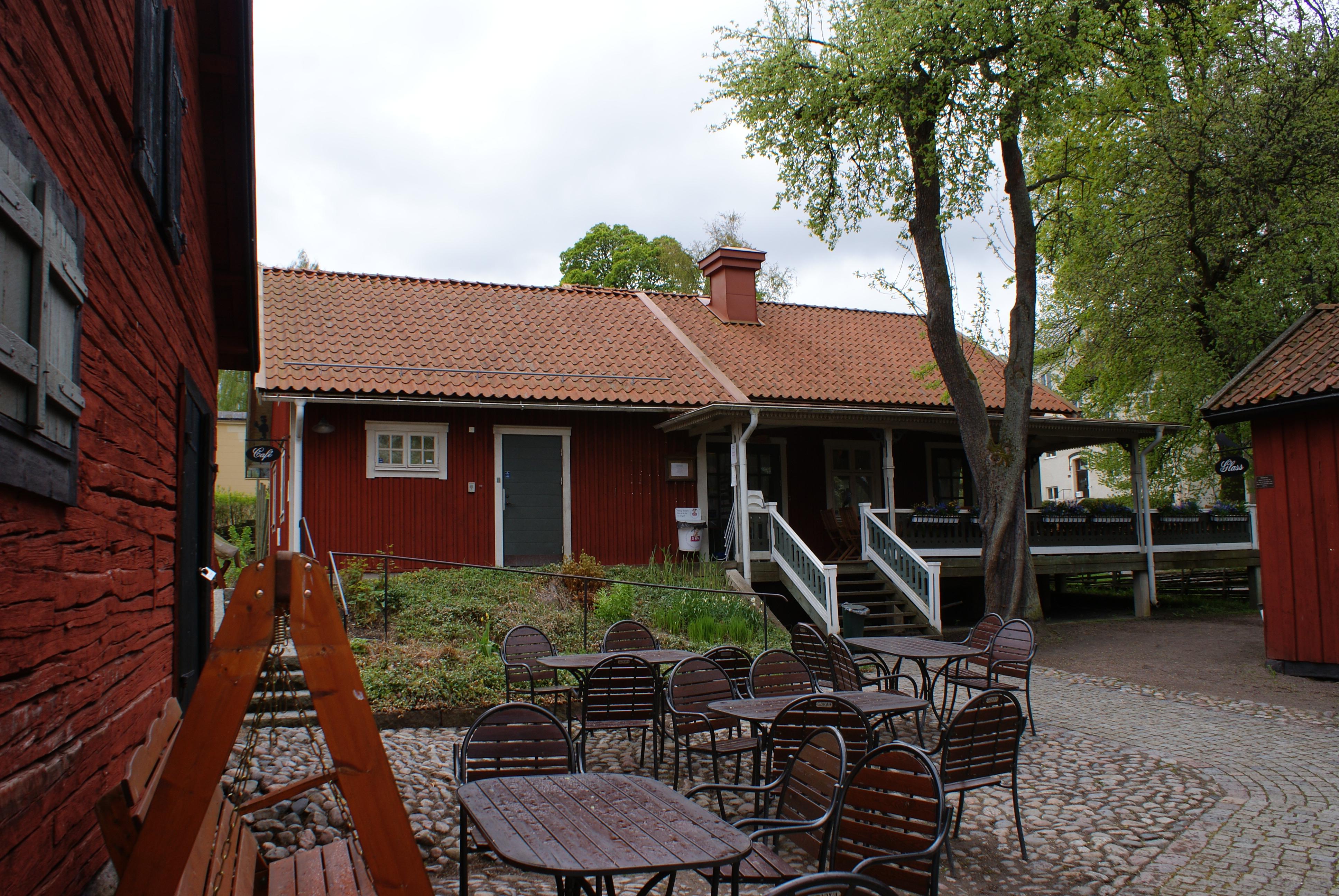
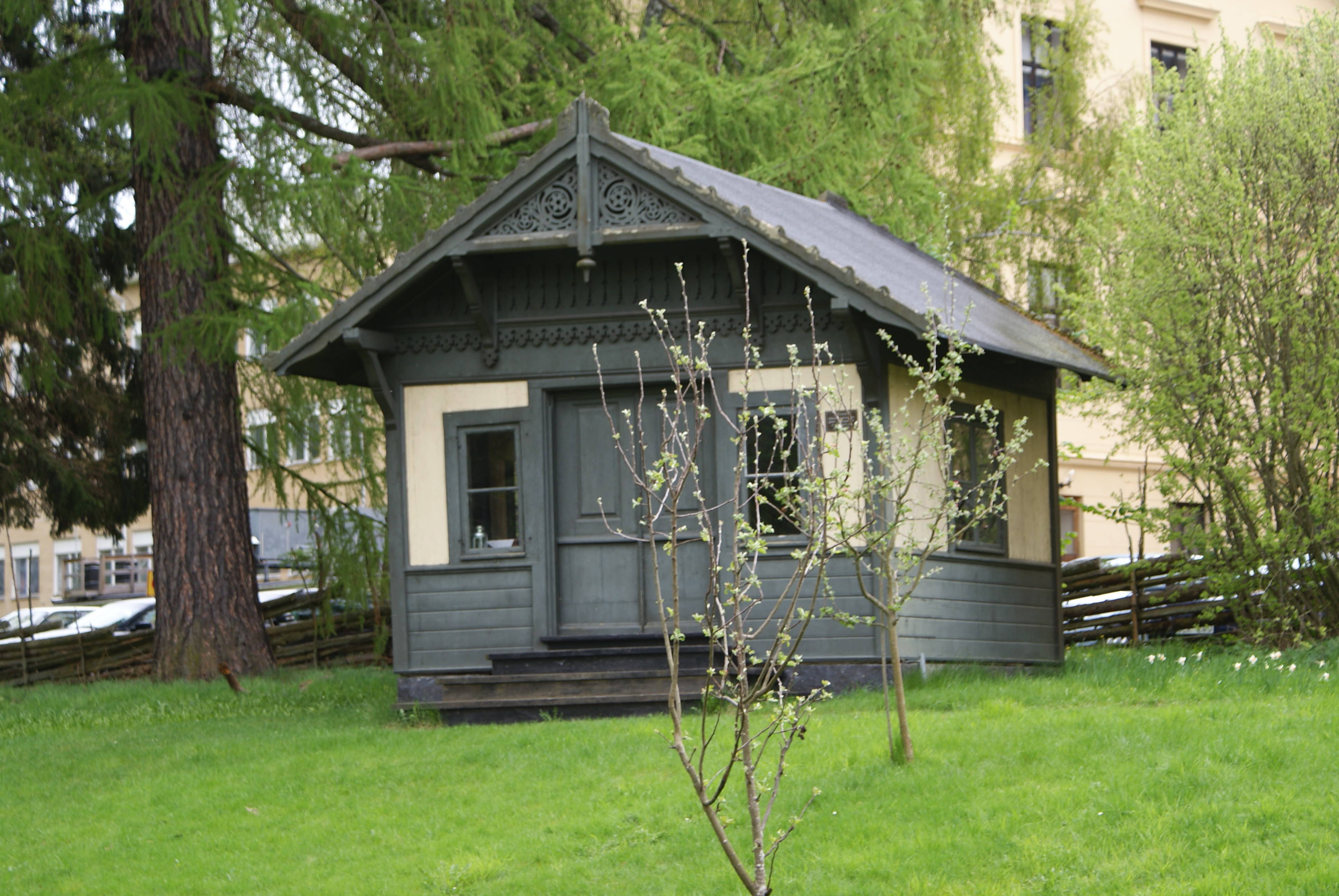
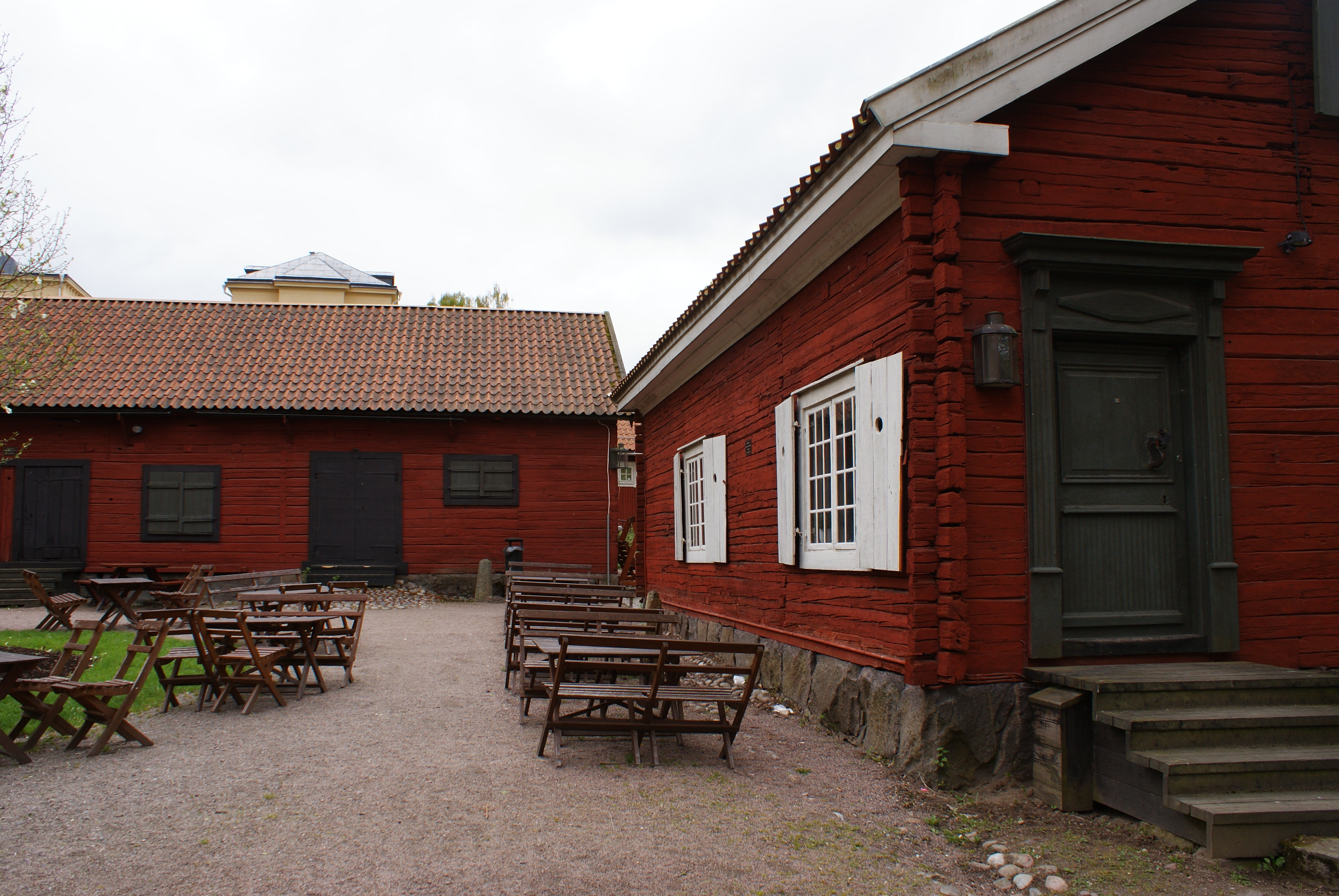
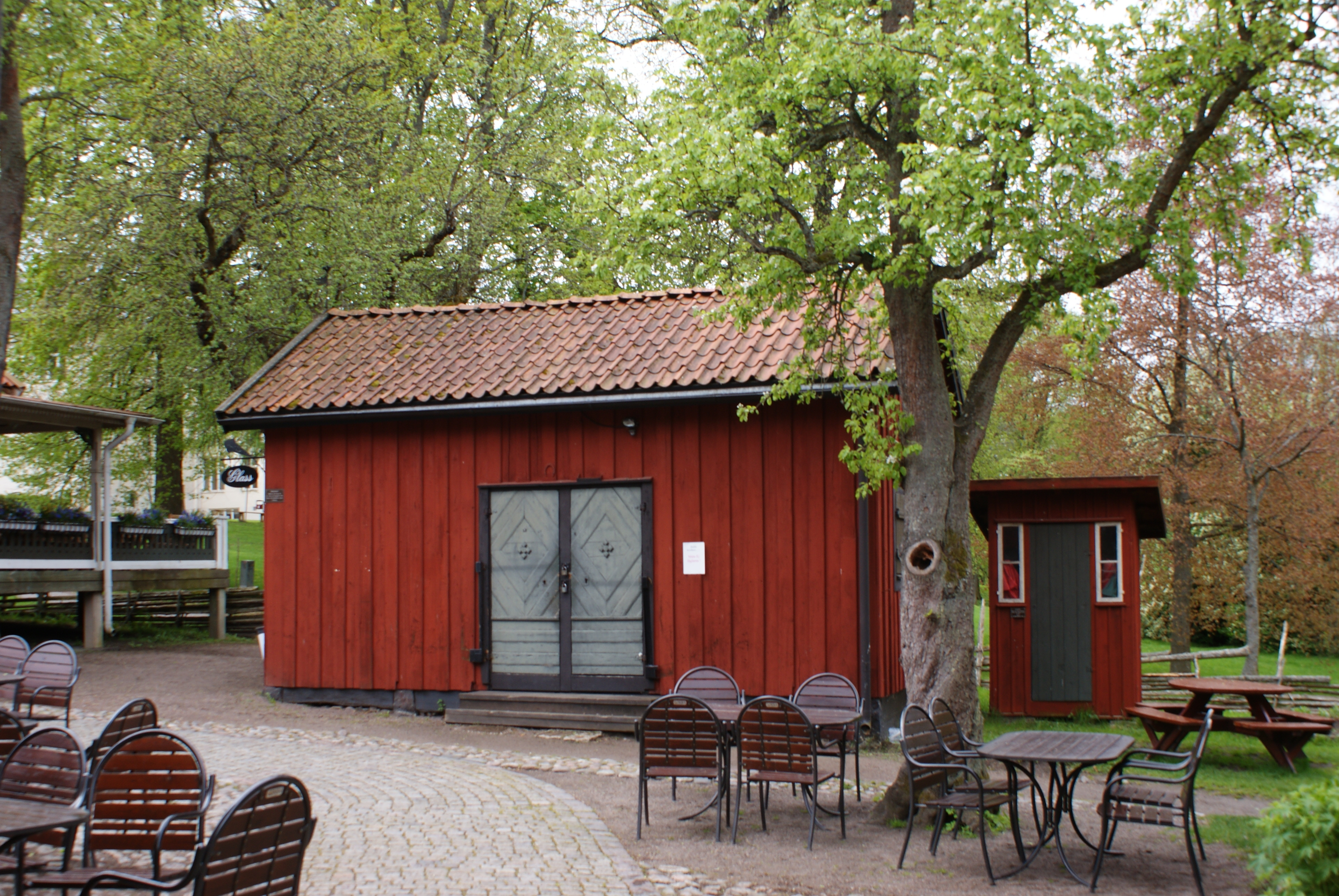